# Opvoeding

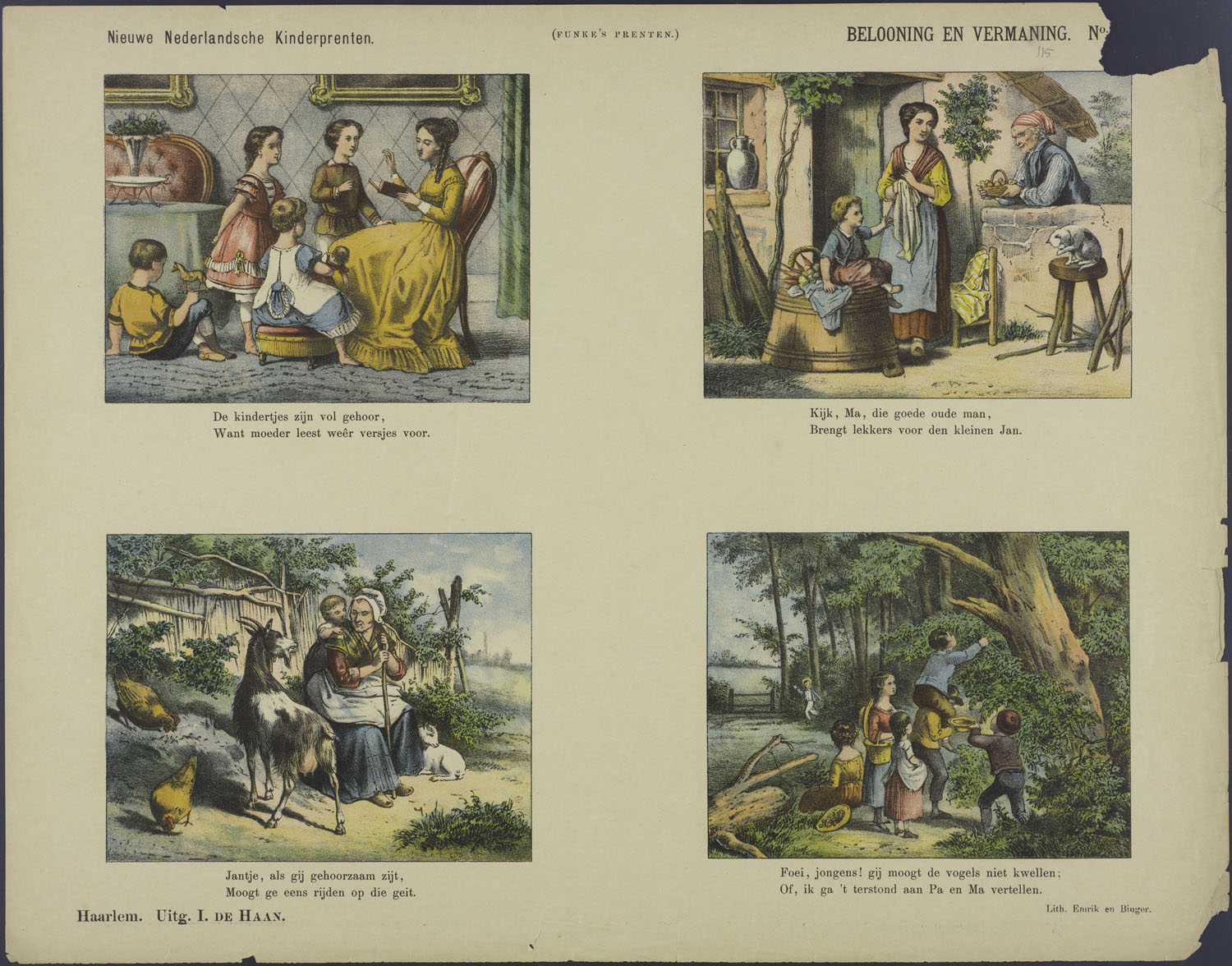
Centsprent (ca. 1890) over beloning bij goed gedrag en vermaning bij stout gedrag.

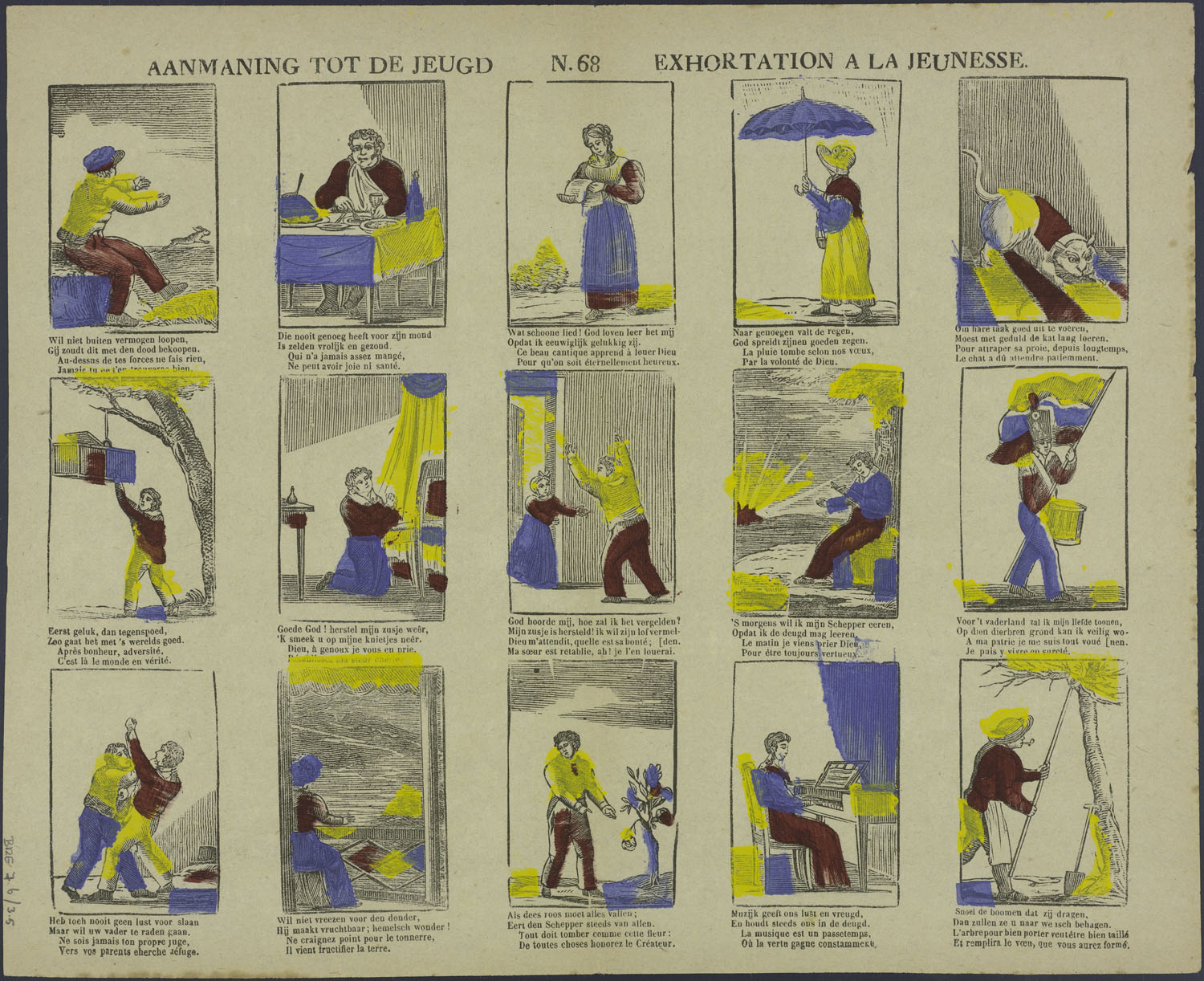
Centsprent (ca. 1900) met aanmaningen voor de jeugd.

Opvoeding is het proces waarin een persoon - meestal een kind - wordt gevormd naar de normen en waarden van diens opvoeder(s) en daarmee meestal naar de voornaamste normen en waarden van de samenleving waarin hij leeft.
De wetenschapsdiscipline die zich met opvoeding bezighoudt, heet opvoedkunde of pedagogiek. De achterliggende filosofie van de opvoeding is door de eeuwen heen aan verandering onderhevig.

## Doelen
Opvoeden beoogt behalve socialisatie een kind tot zelfstandigheid te brengen. De westerse opvoeding is er hoofdzakelijk op gericht het kind te helpen mondig te worden, dat wil zeggen, in staat tot bekwaam en moreel en betrouwbaar deelnemen aan samenleving en 'zelfvorming' (Langeveld).
In de meeste gevallen wordt deze term gebruikt voor kinderen, die tijdens hun jeugd de gewoontes, normen en waarden van hun omgeving worden bijgebracht.
In bredere zin betreft opvoeding ook het leren te leven als mens in deze maatschappij. In regel voeden volwassenen, vooral gezinsgenoten en (onderwijs)professionals, maar ook babysitters enz., een kind op door het te leren mondig, bekwaam, zelfstandig en verantwoordelijk te leven. Gelet op de belangrijke voorbeeldfunctie spelen echter ook andere jongeren een beduidende rol, soms zelfs in de vorm van formele delegatie van opvoedtaken aan oudere kinderen, bijvoorbeeld wanneer de ouders door het beroepsleven in beslag worden genomen. In grotere gezinnen was en is een dergelijke delegatie normaal: de oudere kinderen letten op de jongere kinderen.
Soms lukt het ouders niet om hun kind naar wens op te voeden. Om aan dit probleem tegemoet te komen zijn er verschillende vormen van opvoedingsondersteuning beschikbaar, zoals oudercursussen, gesprekken met andere ouders, folders, opvoedingsadvies aan huis of online.

## Heropvoeding
Wanneer een volwassene zich niet aan de algemeen geaccepteerde omgang met anderen houdt, en om die reden een nieuwe opvoeding krijgt, wordt over het algemeen van 'heropvoeding' gesproken. Het Nederlands strafrecht en strafsysteem zijn beïnvloed door de Moderne Richting en bevatten bijvoorbeeld (evenals veel andere landen) heropvoedingselementen zoals het kunnen opleggen van maatregelen naast de straffen, en het gevangenissysteem. Overigens is en blijft het eerste doel van een straf nog steeds vergelding.
In meer omstreden zin wordt de term echter ook gebruikt voor indoctrinatie en (administratieve) straffen voor 'dissidenten', met name in de facto penitentiaire heropvoedingsinstellingen.